# Visa Cash
Visa Cash es una aplicación de monedero electrónico para tarjetas inteligentes propiedad de VISA.
Probado en diversos lugares del mundo (pe. Leeds, Reino Unido en 1997), el sistema funciona a través de un chip integrado en una tarjeta bancaria.
La tarjeta se carga con efectivo a través de cajeros automáticos especializados, y el dinero puede ser más tarde gastado insertando la tarjeta en el lector de tarjeta de un minorista y pulsando un botón para confirmar la cantidad. No se necesita PIN ni firma, lo que lo convierte en una forma rápida de operar para el usuario.